# Ingo Steinhöfel
Ingo Steinhöfel, född 29 maj 1967 i Plauen i Sachsen, är en tysk före detta tyngdlyftare. Han vann en silvermedalj i 
75-kilosklassen vid olympiska sommarspelen 1988 i Seoul.
Han tog också en silvermedalj i världsmästerskapen 1994 och två bronsmedaljer 1987 och 1989. Steinhöfel blev vid OS i Aten 2004 tillsammans med landsmannen Ronny Weller den andre tyngdlyftaren som tävlat i fem olympiska spel.